# Kotowania
Kotowania (ukr. Котоване, Kotowane) – wieś na Ukrainie w rejonie drohobyckim należącym do obwodu lwowskiego.